# Sutton (bydel)
Sutton

Vist i Greater London
| Status                | Bydel i London |
| Areal:                | 43,85 km²      |
| Befolkning:           | 180.940 (2002) |
| Befolkningstæthed:    | 4126 pr. km²   |
| ONS-kode:             | 00BF           |
| Adm. center:          | Sutton         |
| Adm. grevskab:        | Greater London |
| Ceremonielt grevskab: | Greater London |
|                       |                |
| Region:               | Greater London |
|                       |                |

Sutton (officielt; The London Borough of Sutton) er en bydel i det sydvestlige ydre London. Den blev oprettet i 1965 ved at distrikterne Beddington, Sutton and Cheam og Carshalton i Surrey blev slået sammen.

## Steder i Sutton
- Beddington
- Beddington Corner
- Belmont
- Benhilton
- Carshalton
- Carshalton Beeches
- Carshalton on the Hill
- Cheam
- Hackbridge
- Little Woodcote
- North Cheam
- Rosehill
- St. Helier
- South Beddington
- Sutton
- The Wrythe
- Wallington

## Venskabsbyer
- Gladsaxe (Danmark)

51°21′42″N 0°11′41″V / 51.3617°N 0.1947°V